# Сарварк, Николас
Николас Сарварк (англ. Nicholas J. Sarwark, род. 27 августа 1979, Финикс) — американский политик, являлся 19-м председателем Либертарианского национального комитета (2014—2020), исполнительного органа Либертарианской партии Соединенных Штатов. До его избрания на эту должность в 2014 году он работал в нескольких национальных комитетах этой партии, а также председателем Либертарианского государственного комитета Мэриленда и заместителем председателя Колорадской либертарианской партии.
Сарварк был кандидатом на выборах мэра города Феникса в 2018 году и занял четвёртое место с 10,5 % голосов.

## Юность
Сарварк родился 27 августа 1979 года в Фениксе, Аризона. Он посещал занятия в местном колледже, ещё учась в старших классах. Сарварк окончил Вашингтонский университет адвентистов в 1998 году, а в 1999 вступил в Либертарианскую партию. В 2008 году Сарварк получил степень доктор юридических наук в Вашингтонском юридическом колледже Американского университета.

## Карьера
Сарварк — вице-президент салона подержанных автомобилей, которым владеет его семья.
29 июня 2014 года Сарварк был избран председателем Либертарианского национального комитета на Либертарианском национальном съезде в Колумбусе, Огайо, победив действующего председателя Джеффа Нила, Он был переизбран председателем Либертарианского национального комитета в 2016 и 2018 году, став единственным председателем партии, занимавшим этот пост на протяжении трёх сроков подряд. В июле 2020 Сарварк не стал баллотироваться на четвёртый срок, во главе национального комитета его сменил Джо Бишоп-Хенчман.
Он был заместителем общественного защитника в штате Колорадо, а также является бизнесменом с опытом работы в области компьютерного консалтинга и продаж.

## Примечание
1. ↑  Nicholas Sarwark (англ.). Libertarian Party. Дата обращения: 18 июня 2019. Архивировано 29 мая 2016 года.
2. ↑  Harper, Jennifer. Inside the Beltway: Libertarians shift into aggressive mode. The Washington Times (30 июня 2014). Дата обращения: 3 июля 2014. Архивировано 1 июня 2019 года.
3. 1 2  Libertarians elect new leadership (англ.). Westmoreland Times (3 июля 2014). Дата обращения: 3 июля 2014. Архивировано 6 июля 2014 года.
4. ↑  Nicholas Sarwark. LinkedIn. Дата обращения: 10 февраля 2018.
5. ↑  Sarwark's Consolidated Auto Sales. Sarwark's Consolidated Auto Sales. Sarwark's Consolidated Auto Sales. Дата обращения: 10 февраля 2018. Архивировано 30 июня 2019 года.
6. ↑  Sarwark wins unprecedented 3rd consecutive term as Libertarian national chair. Libertarian Party (3 июля 2018). Дата обращения: 11 июня 2021. Архивировано 14 августа 2021 года.
7. ↑  Richard Winger. Libertarian Party Elects New National Chair. Ballot Access News (11 июля 2020). Дата обращения: 12 июля 2020. Архивировано 14 августа 2021 года.